# Orlando Rosa (zapaśnik)
Orlando Rosa (ur. 27 grudnia 1967) – portorykański zapaśnik walczący w stylu wolnym. Olimpijczyk z Atlanty 1996, gdzie zajął siedemnaste miejsce w kategorii 82 kg.
Szósty na igrzyskach panamerykańskich w 1995. Brązowy medalista mistrzostw panamerykańskich w 1994. Wicemistrz igrzysk Ameryki Środkowej i Karaibów w 1993 roku.